# Lunet

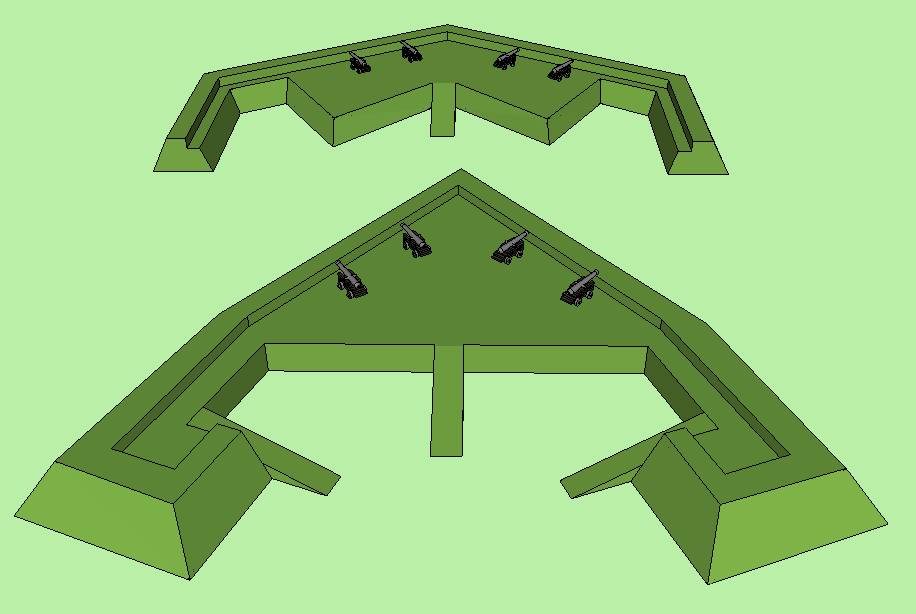
Voorbeelden van een lunet

Een lunet is een klein vestingwerk met twee schuine, naar buiten gerichte zijden (facen genoemd) en twee naar achter gerichte zijden (flanken). De keel is open of op een eenvoudige wijze afgesloten door een borstwering of een muur met schietgaten. Lunetten kwamen voor als buitenwerken van een vesting of als onderdeel van een linie. 
De naam is afgeleid van het Franse woord voor maan, lune, omdat de lunetten halvemaanvormig zijn, van bovenaf gezien.

## Lunetten in Nederland

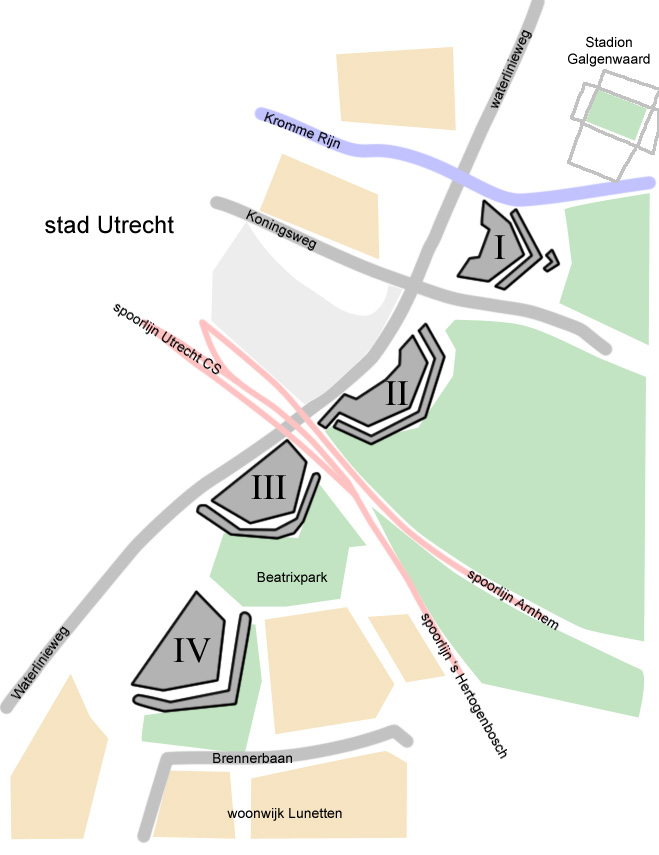
Utrecht

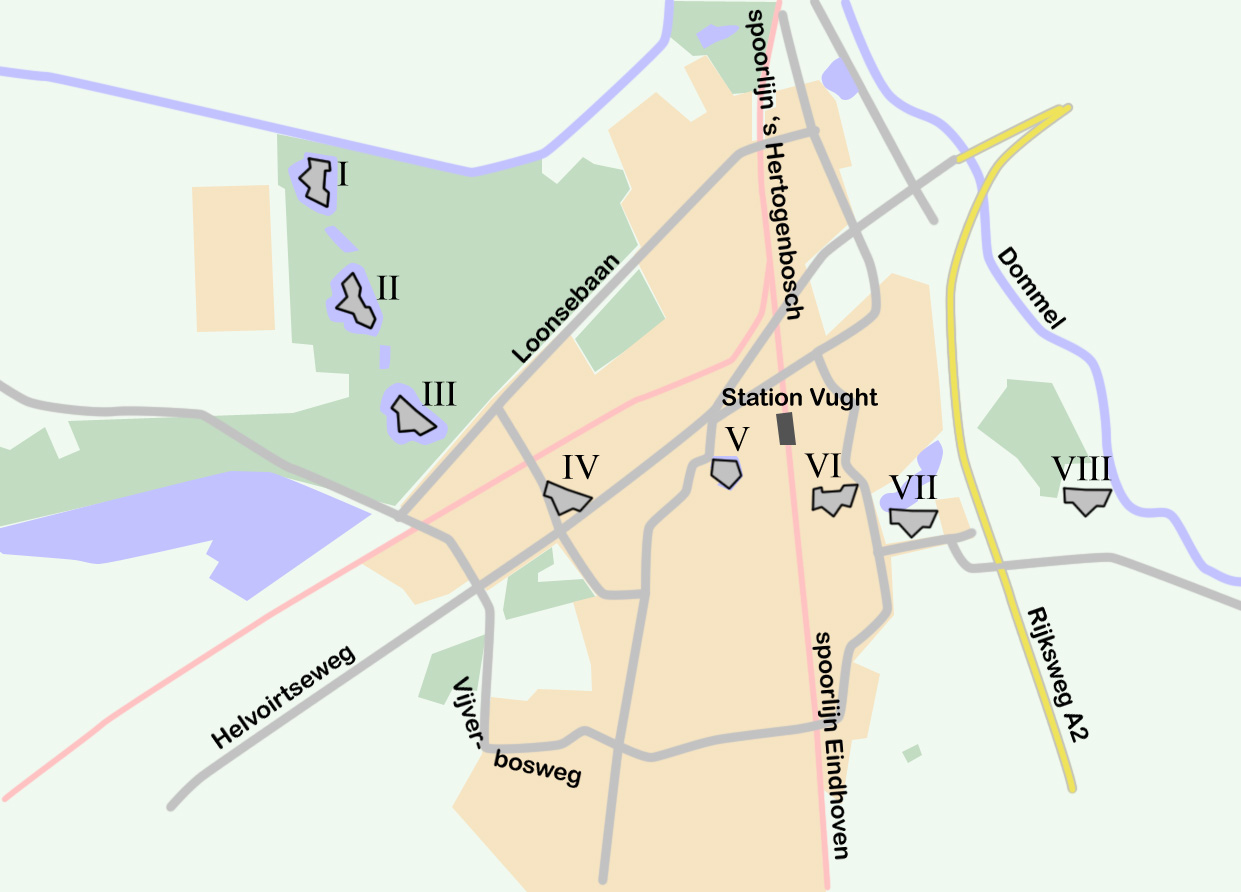
Vught

### Beverwijk
In de gemeente Beverwijk bevindt zich een aantal lunetten, waarvan er minstens zeven – van de oorspronkelijke 26 – goed bewaard zijn. Sommige zijn zelfs gerestaureerd. Op een van de lunetten aan de Creutzberglaan bevindt zich een monument. Deze Linie van Beverwijk is aangelegd als antwoord op de Brits-Russische expeditie naar Noord-Holland van 1799. Samen met de Linie van Noord-Holland (waterlinie) vormde het de Linie Monnickendam-Wijk aan Zee.

### Breda
In 1841 is bij koninklijk besluit opdracht gegeven tot de bouw van Lunet A en B. Deze lunetten werden aangelegd als onderdeel van het zogenaamde “Antwerpse Front”. Na de erkenning van het koninkrijk België in 1839 achtte men het noodzakelijk de verdedigingswerken in Noord-Brabant te moderniseren en aan te vullen. Breda werd hierbij een grensvesting aan de frontlijn.
Lunet B is het laatste stuk van het verdedigingswerk van Breda. Als een van de weinig overgebleven elementen van de 19e-eeuwse verdedigingswerken rondom Breda resteert een reduit uit 1842. Om dit rijksmonument te behouden is gekozen voor een methode waarbij over de geconsolideerde ruïne een glazen doos is geplaatst. Het bevindt zich aan de Hoornwerkstraat in Breda.

### Houten
Op het Eiland van Schalkwijk in Houten staat het Lunet aan de Snel.

### Utrecht
Bij Utrecht staan de vier Lunetten op de Houtense Vlakte, aangelegd als onderdeel van de Nieuwe Hollandse Waterlinie. De wijk Lunetten is ernaar genoemd.

### Texel
Het lunet maakt onderdeel uit van Fort de Schans bij Oudeschild, aan de oostzijde van Texel. Dit stervormige fort werd rond 1574 aangelegd door Willem van Oranje. Later heeft Napoleon het fort uitgebreid met twee steunforten, een lunet en een redoute. Natuurmonumenten heeft de forten compleet gerestaureerd. 

## Wetenswaardigheden

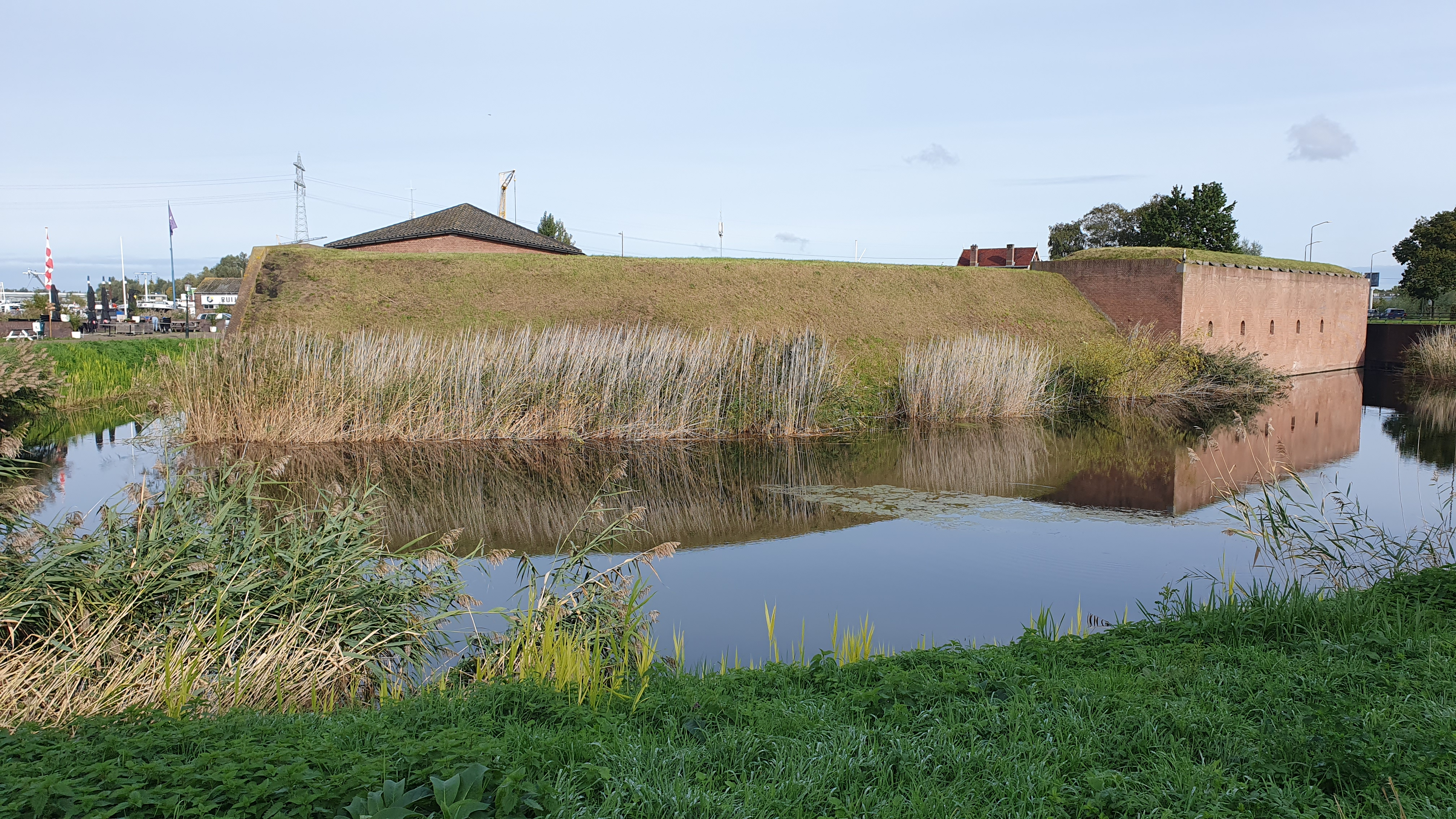
Fort Lunet

- Fort LunetEr bestaat ook een Fort Lunet, gelegen op de grens van Raamsdonksveer en Geertruidenberg, dat in de jaren 1833-1839 is gebouwd.
- De glasrand om een horlogekast wordt ook lunette genoemd.
- Een sikkelvormig muurvlak, onder een gewelf, boven een raam of deur, wordt ook lunet genoemd.[1]